# L'uomo che prende gli schiaffi
L'uomo che prende gli schiaffi (He Who Gets Slapped) è un film muto del 1924 diretto da Victor Seastrom (Victor Sjöström) e interpretato da Lon Chaney.
Nel 2017 il film è stato selezionato per la conservazione nel National Film Registry della Biblioteca del Congresso degli Stati Uniti per essere "culturalmente, storicamente ed esteticamente significativo".

## Trama
Un brillante scienziato ama profondamente la moglie e crede che lei gli sia fedele, così come crede all'amicizia del barone Regnard, che frequenta la sua casa, per scoprire che l'uomo gli ha rubato non solo la moglie, ma anche la sua ultima invenzione. Sconvolto, lo scienziato abbandona tutto e si rifugia in un circo, dove trova lavoro come clown. Ben presto diventa famoso in tutta la Francia col nome di He Who Gets Slapped ("quello che viene schiaffeggiato"), soprannominato solamente "He".
Ben presto He si innamora di una cavallerizza del circo, Consuelo, la quale ritiene il suo amore romantico piuttosto ridicolo, anche perché è a sua volta innamorata del bel Bezano. Il padre di Consuelo è il conte Mancini, un nobile caduto in rovina, che cerca di ritornare ai vecchi fasti combinando un matrimonio tra la figlia - che non vuole - e il barone Regnard. He, quando viene a sapere del piano del conte, decide di salvare Consuelo e nel contempo vendicarsi del barone Regnard. Organizza quindi nel proprio camerino un incontro con i due nobili, ma apre anche la gabbia dei leoni. Il conte e il barone verranno uccisi dalle bestie, ma anche He verrà attaccato, spirando poi tra le braccia di Consuelo.

## Produzione
Il film fu prodotto dalla MGM con un budget stimato di 172.000 dollari. Venne girato dal 17 giugno al 28 luglio 1924.

## Distribuzione
Distribuito dalla MGM e presentato da Louis B. Mayer, il film uscì nelle sale cinematografiche statunitensi il 22 settembre 1924. Esiste copia del film, un positivo in 16 mm.

### Date di uscita
IMDb
- USA	9 novembre 1924	 (New York City, New York) (première)
- USA	22 dicembre 1924
- Austria	1925
- Germania	1925
- Finlandia	9 novembre 1925
- Portugal	2 marzo 1927
- Francia	18 gennaio 2011	 (uscita DVD)

Alias
- He Who Gets Slapped	USA (titolo originale)
- Der Mann, den man ohrfeigt... 	Austria
- Der Mann, der die Ohrfeigen bekam	Germania
- Ekeinos pou dehetai rapismata	Grecia
- El que recibe el bofetón 	Spagna
- Hän joka saa korvapuustit	Finlandia
- Han som får örfilarna	Svezia
- L'uomo che prende gli schiaffi 	Italia
- Larmes de clown 	Francia
- O Palhaço	Portogallo